# Guillaume Baché
Guillaume Baché (...) è un attore francese, famoso per aver interpretato il ruolo di Nicolas nel film Chacun sa nuit.

## Filmografia

### Cinema
- Chacun sa nuit, regia di Pascal Arnold e Jean-Marc Barr (2006)

### Televisione
- Les Vagues, regia di Frédéric Carpentier - film TV (2005)